# Carolin Schäfer
Carolin Schäfer (Bad Wildungen, 5 dicembre 1991) è una multiplista tedesca.

## Palmarès
| Anno | Manifestazione    | Sede           | Evento     | Risultato | Prestazione | Note                                     |
| ---- | ----------------- | -------------- | ---------- | --------- | ----------- | ---------------------------------------- |
| 2007 | Mondiali allievi  | Ostrava        | Eptathlon  | Argento   | 5 544 p.    | Miglior prestazione personale            |
| 2008 | Mondiali juniores | Bydgoszcz      | Eptathlon  | Oro       | 5 833 p.    |                                          |
| 2009 | Europei juniores  | Novi Sad       | Eptathlon  | Oro       | 5 697 p.    |                                          |
| 2011 | Europei under 23  | Ostrava        | Eptathlon  | 5ª        | 5 941 p.    | Miglior prestazione personale            |
| 2012 | Europei           | Helsinki       | Eptathlon  | 10ª       | 6 003 p.    |                                          |
| 2013 | Europei under 23  | Tampere        | Eptathlon  | 6ª        | 5 809 p.    |                                          |
| 2014 | Europei           | Zurigo         | Eptathlon  | 4ª        | 6 395 p.    | Miglior prestazione personale            |
| 2015 | Europei indoor    | Praga          | Pentathlon | dnf       | dnf         |                                          |
| 2015 | Mondiali          | Pechino        | Eptathlon  | dnf       | dnf         |                                          |
| 2016 | Giochi olimpici   | Rio de Janeiro | Eptathlon  | 5ª        | 6 540 p.    |                                          |
| 2017 | Mondiali          | Londra         | Eptathlon  | Argento   | 6 696 p.    |                                          |
| 2018 | Europei           | Berlino        | Eptathlon  | Bronzo    | 6 602 p.    | Miglior prestazione personale stagionale |
| 2021 | Giochi olimpici   | Tokyo          | Eptathlon  | 7ª        | 6 419 p.    | Miglior prestazione personale stagionale |
| 2022 | Europei           | Monaco         | Eptathlon  | 6ª        | 6 223 p.    | Miglior prestazione personale stagionale |
| 2023 | Mondiali          | Budapest       | Eptathlon  | dnf       | dnf         |                                          |
| 2024 | Europei           | Roma           | Eptathlon  | dnf       | dnf         |                                          |
| 2024 | Giochi olimpici   | Parigi         | Eptathlon  | 17ª       | 6084 p.     | Miglior prestazione personale stagionale |